# Wasserfarbeneffekt

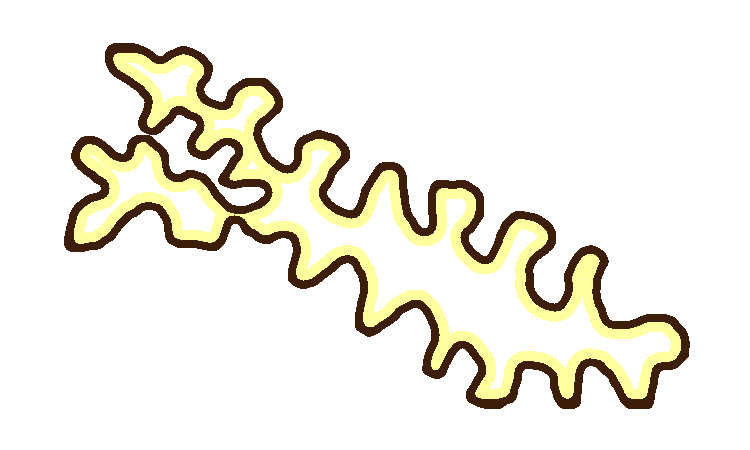
Wasserfarbeneffekt, hellere Linie innen

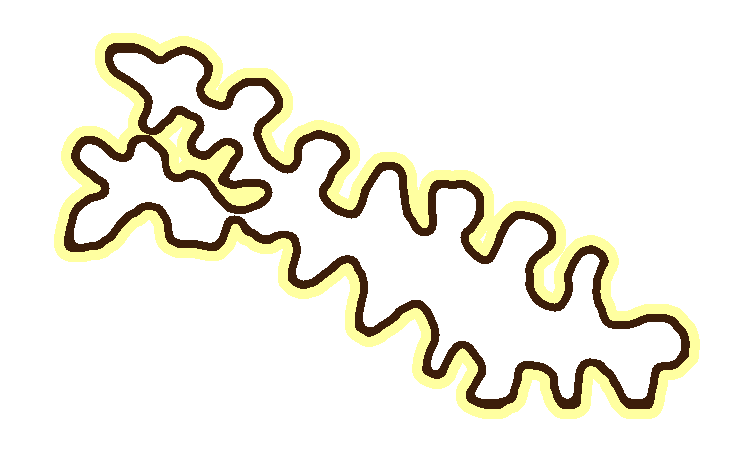
Wasserfarbeneffekt, hellere Linie außen

Der Wasserfarbeneffekt ist eine 1987 von Baingio Pinna, John S.  Werner und Lothar Spillmann entdeckte optische Täuschung, bei der die Farbgebung von Konturen die Formwahrnehmung der eingeschlossenen Figur beeinflusst. 
Umgibt man eine Gestalt mit einer Doppelkontur aus einer dunkleren und einer helleren Farbe, so scheint sich die hellere Farbe über eine recht große Entfernung über die Fläche hinweg auszubreiten. Liegt die hellere Farbe an der Innenseite der Kontur, so erscheint die Figur erhaben, unscharf abgegrenzt und farbig. Liegt die hellere Farbe an der Außenseite, so erscheint die Figur vertieft, scharf konturiert und kalkweiß.